# Valeriano Gómez
Tomás Valeriano Gómez Sánchez (ur. 15 grudnia 1957 w Arroyo del Ojanco) – hiszpański polityk, działacz związkowy i ekonomista, parlamentarzysta, w latach 2010–2011 minister pracy i imigracji.

## Życiorys
Absolwent ekonomii na Uniwersytecie Complutense w Madrycie, specjalizował się w zakresie ekonomii pracy. Pracował w centrali związkowej Unión General de Trabajadores jako ekonomista. W latach 1986–1987 był dyrektorem generalnym funduszu promocji zatrudnienia w przemyśle stalowym, a od 1988 do 1994 doradcą w ministerstwie pracy. Następnie do 2003 zarządzał PSV, towarzystwem budownictwa społecznego, które w 1993 ogłosiło upadłość. W 2004 dołączył ponownie do administracji rządowej. Został wówczas powołany na dyrektora generalnego do spraw zatrudnienia, zrezygnował z tej funkcji w 2006. Został następnie członkiem hiszpańskiej Rady Gospodarczej i Społecznej. W 2010 podczas strajku generalnego brał udział w proteście przeciwko rządowej reformie prawa pracy.
W październiku 2010 wszedł jednak w skład tego urzędującego wówczas gabinetu José Luisa Zapatero. Objął w nim stanowisko ministra pracy i imigracji, które zajmował do grudnia 2011. W tym samym roku z ramienia Hiszpańskiej Socjalistycznej Partii Robotniczej uzyskał mandat posła do Kongresu Deputowanych IX kadencji, zrezygnował z niego w 2015.
Odznaczony Krzyżem Wielkim Orderu Karola III (2011).